# Yatagan
El yatagan és una espècie de sabre o alfange usat a l'orient mitjà. Està proveït de doble curvatura, la qual cosa facilita el seu ús indistint per punxar com arma de tall. Té tall i contra-tall corregut cap a l'exterior. En la majoria de models, la seva empunyadura es caracteritza per tenir dues protuberàncies en el "pom" denominades "orelles" que serveixen perquè no llisqui la mà. La seva empunyadura sol ser d'ivori, fustes nobles i altres materials de "luxe" com el nacre o el jade en les seves versions de "parada militar" o de l'entorn de la noblesa-aristocràcia. El seu nom prové del turc iātāgān (ganivet).

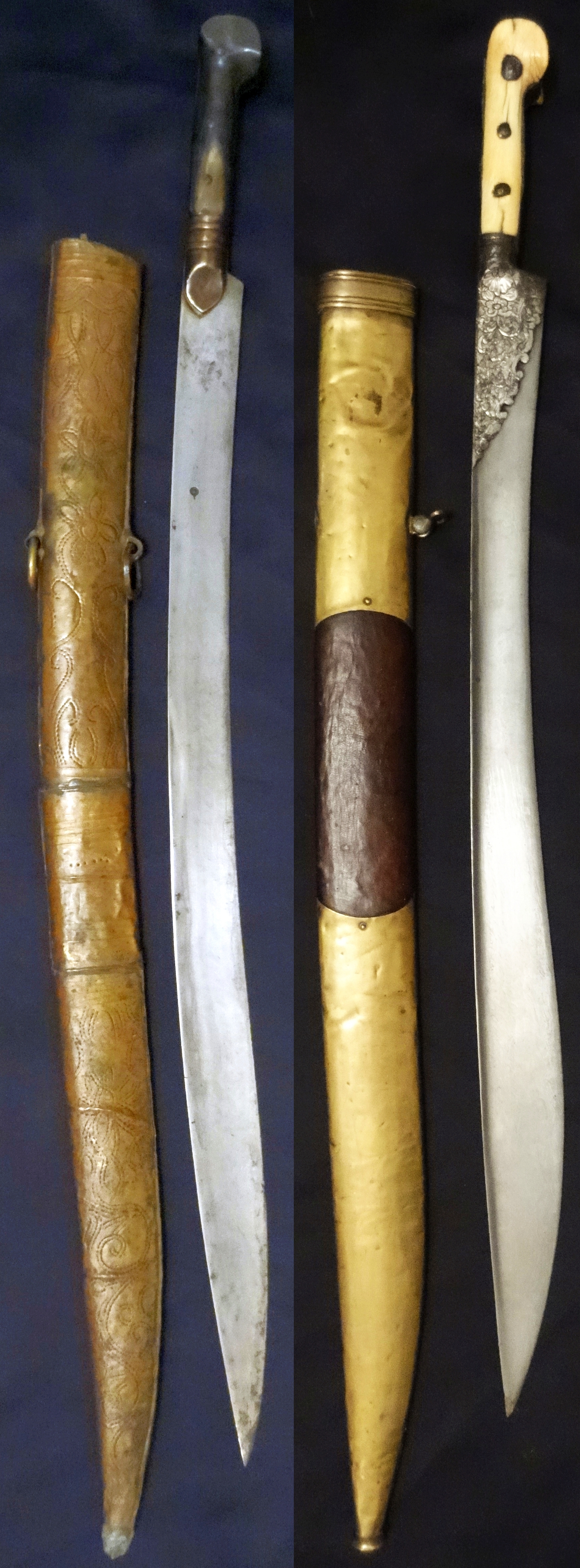
yatagan turc del Segle XIX.

## Orígens
Aquesta arma és originària de Turquia, però sempre se li ha fet referència com a sabre turc-mongol per la seva herència de les fulles corbes de les tribus nòmades que es van assentar en els Balcans, Rússia, Índia i Turquestán procedents de les estepes de Mongòlia, o fins i tot com a descendent de la màkhaira de la Grècia clàssica (atès que a doble curvatura per a tall i punxa ja la empraven tant la màkhaira com la falcata ibèrica. No obstant això les referències modernes assenyalen que deriven dels sabres de l'Àsia central o nadius turcs del segle vii al segle xiii
Però el fet que se'l denomini "turc" ve de la història d'un comandant i ferrer selyúcida, anomenat Osman Bey, sobrenomenat (nom de pila) Yatagan Bava. Aquest comandant i ferrer li va donar el nom al poble que va fundar, "yatagan", i posteriorment aquest mateix nom es va donar als sabres que d'allà van sortir. Més tard aquest tipus de sabre es va popularitzar, començant-se a forjar en la resta de grans ciutats de l'Imperi Otomà, com Istanbul, Bursa i Plovdiv.

## El yatagan en la Història
El yatagan turc va ser una arma que aviat van popularitzar els jenízaros, tropes d'infanteria regular de l'Imperi otomà, sobre el segle xiv, i gràcies a la influència d'aquest imperi, va arribar a estendre's per l'Europa de l'Est, àmplies zones de Rússia, i fins i tot va arribar a influir notablement en la morfologia de certs sabres xinesos Dao, a causa del regular comerç de la Xina per proveir-se d'objectes "turc-àrabs", sobretot a partir d'importar les tècniques de damasquinat i acer de Damasc a partir del segle x.
El seu desús va venir ja en les albors del segle xix com moltes altres armes blanques.

## Morfologia
El yatagan és un sabre re-corbat (doble corba), còncau en els seus primers dos terços i convex en l'últim, en la seva punta, la qual té contrafil per la seva polivalència per assestar talls i estocades. I la seva empunyadura és tan característica per tenir les "cachas" (Les dues fustes que oposades que s'uneixen en la empuñadura metàl·lica) acabades amb dues protuberàncies arrodonides que frenaven la mà de lliscar-se en assestar forts cops.
La seva fulla es forjava amb un dur tall acerat amb les tècniques de Damasc i el seu llom es componia principalment de ferro per aconseguir major flexibilitat i durabilitat. Moltes vegades tenien "nervis" i "canals" per a una major consistència i canvi de massa al llarg del tall, i aquest en la majoria d'ocasions anava sempre decorat d'una manera tradicional amb motius d'acord amb la regió i religió (Flors, textos de l'Alcorà amb precs i juraments al seu déu.) A part d'aixó, pràcticament totes les beines estaven luxosa i laboriosament treballades a joc amb el yatagan.
Nota: Els geníssers que la van popularitzar eren en la seva majoria esclaus, sobretot cristians per això les que normalment porten inscripcions religioses, com les de l'Armeria Reial, pertanyien a les classes altes, que són de fet els que es conserven en col·leccions i museus.
Aquest sabre és una arma que en els seus inicis podia haver estat un ganivet llarg donat que és la traducció "ganivet" en idioma turc i aquesta és la seva definició en els diccionaris antics, per això, i perquè eren usats per la infanteria la seva llargària no solia excedir dels 60-80cm.

## En les baionetes

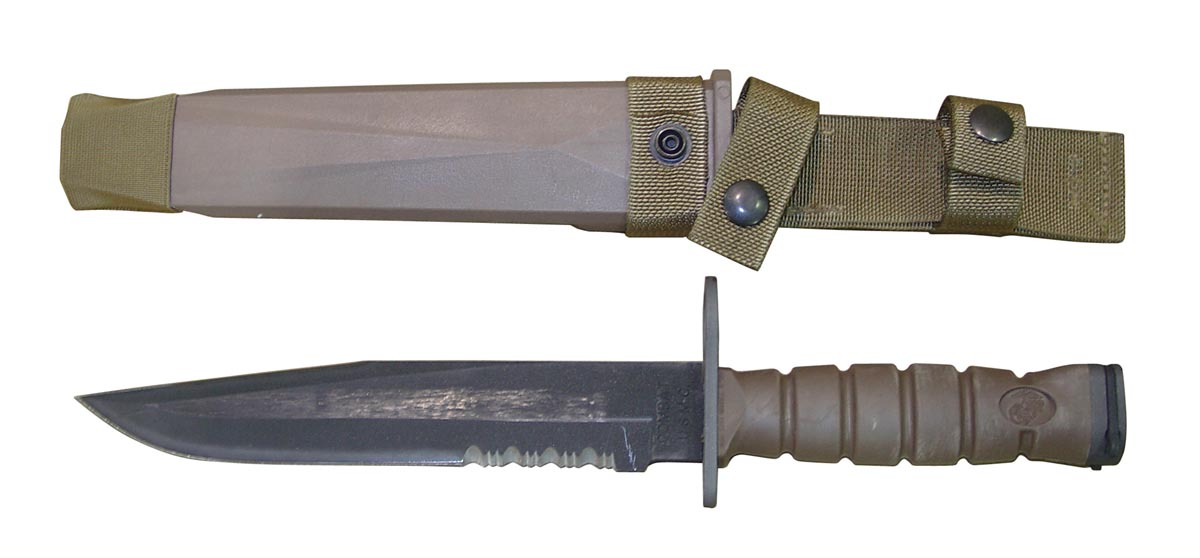
Baioneta OKC-3S amb fulla d'estil yatagan - fabricada per "Ontario Knife Company".

El yatagan va ser adaptat com a sabre-baioneta per primera vegada pels francesos per equipar les noves carrabines dels "Caçadors de Vincennes", cos de tiradors d'elit formats durant el règim de Napoleó Tercer. Abans d'això solament s'usaven baionetes "de cub" en els fusells.
Posteriorment, el nou fusell Chassepot, va ser equipat amb aquest nou tipus de sabre-baioneta i a partir d'aquest punt endavant el van portar tots els fusells de l'Exèrcit francès.
L'ampli ús del yatagan com a sabre-baioneta en la Guerra del Pacífic es deu al fet que els exèrcits dels tres països en conflicte estaven equipats i ensinistrats a la manera francesa.

## En les navalles

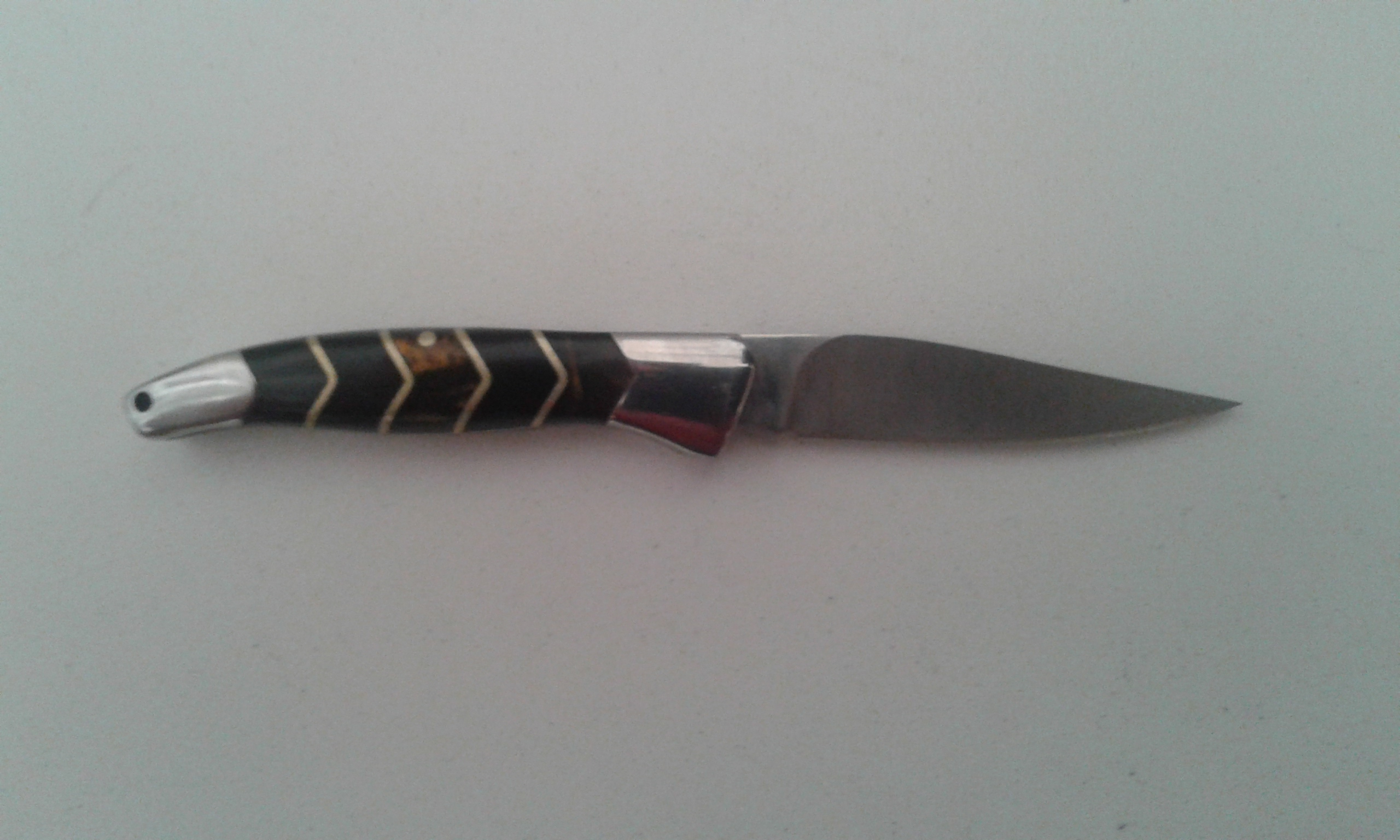
Fotografia d'una navalla d'obertura manual, amb fulla d'estil yatagan.

La forma de fulla del yatagan va ser adoptada en molts països per a les seves fulles de navalla, entre elles en la navalla Bofill de Vic, en la navalla bandolera espanyola i en les navalles Opinel de la Savoia francesa